# Cmentarz Oliwski

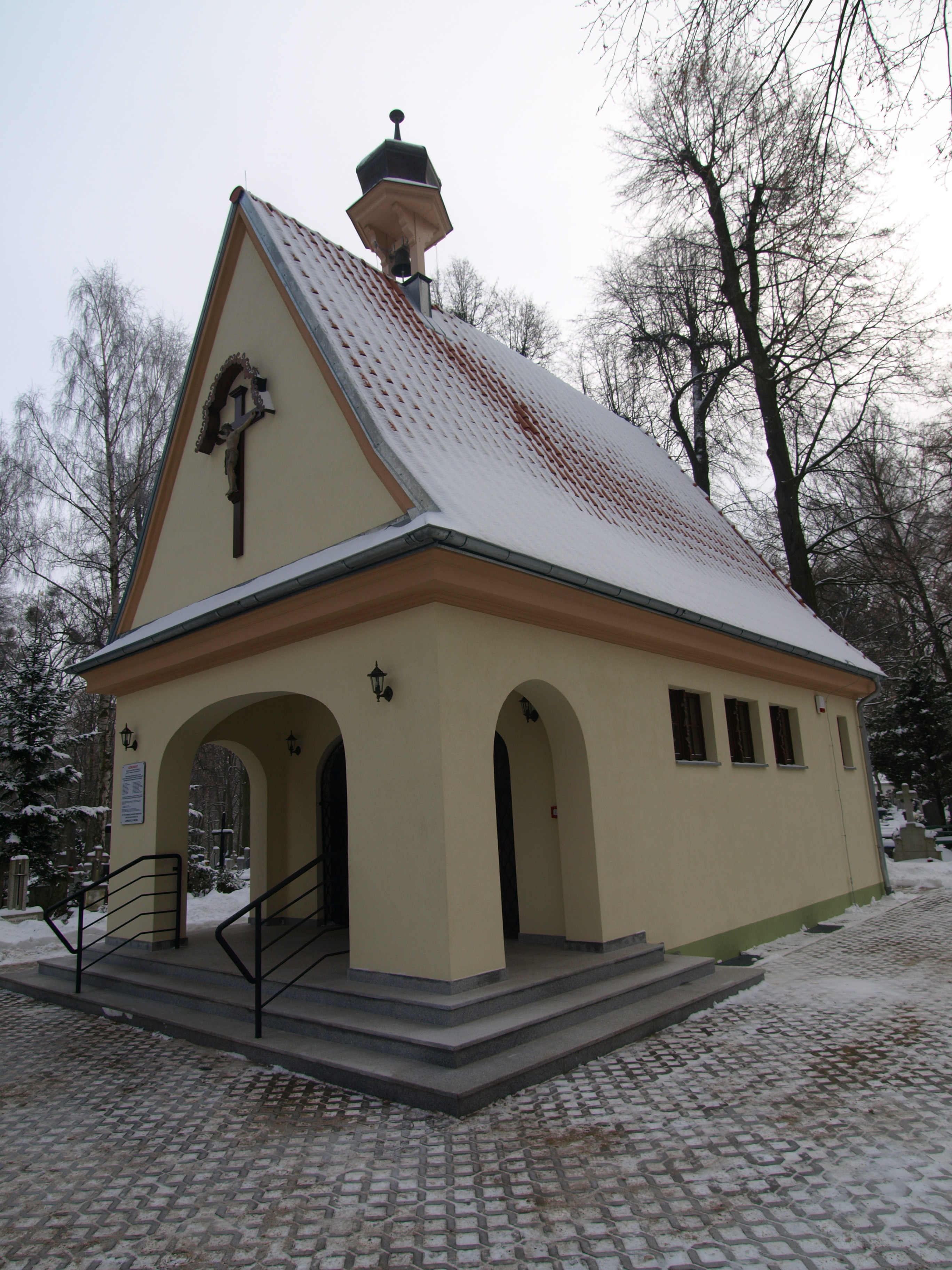
Zabytkowa kaplica na cmentarzu

Cmentarz Oliwski w Gdańsku – zabytkowy cmentarz komunalny w gdańskiej dzielnicy Oliwa, istniejący od 1832. Położony jest przy ul. Opackiej 8. Zajmuje powierzchnię 5 ha.
Jest to trzeci pod względem wielkości cmentarz na terenie miasta, po Łostowickim i Srebrzysko.

## Historia
Obecny cmentarz powstał z połączenia wcześniejszych czterech odrębnych cmentarzy: katolickiego pierwszego (założonego w 1832, z wejściem od ul. Czyżewskiego), ewangelickiego pierwszego (założonego w 1835), katolickiego drugiego (założonego w 1920, po zapełnieniu cmentarza katolickiego pierwszego) i ewangelickiego drugiego (założonego w 1920, po zapełnieniu cmentarza ewangelickiego pierwszego).
W 1909 została zbudowana kaplica cmentarna.
Do 1945 cmentarze katolickie i cmentarze ewangelickie funkcjonowały jako oddzielne nekropolie. W 1945 zostały przejęte przez Kościół katolicki. W 1947 zostały przejęte przez Zarząd Miasta, który utworzył jeden cmentarz komunalny.
Zabytek stanowią: cmentarz, kaplica, kostnica (z końca XIX wieku) i ogrodzenie z czterema bramami (prowadzącymi na istniejące dawniej cztery odrębne cmentarze).

## Pochowani
Na cmentarzu zachowały się groby z XIX wieku i początku XX wieku oraz stary drzewostan.
Na terenie cmentarza pochowani zostali m.in.:
- Regina Bielska (1926–2018) – piosenkarka
- Jan Borowski (1890–1966) – architekt, konserwator zabytków
- ks. Magnus Bruski (1886–1945) – proboszcz oliwski w latach 1926-1935
- Romuald Bukowski (1928–1992) – plastyk, poseł na Sejm PRL
- Stanisław Chlebowski (1890–1969) – artysta malarz
- Bogdan Ciundziewicki (1934–2023) – elektronik, rekordzista Polski w pływaniu klasycznym, działacz sportowy oraz sędzia olimpijski w tej dyscyplinie[6]
- Bronisław Czerwiński (1907–1957) – matematyk, rektor Wyższej Szkoły Ekonomicznej w Sopocie
- Bolesław Drewek (1903–1972) – wioślarz, brązowy medalista olimpijski
- Bogusław Drewniak (1927–2017) – profesor historyk
- Roman Grubba (1909–1939) – kolejarz, zamordowany 1 września 1939 w Szymankowie
- Barbara Iglikowska (1908–1995) – śpiewaczka, pedagog
- Fritz Jaenicke (1885–1945)[7][8] – gdański dziennikarz, felietonista, twórca postaci „rentiera Poguttke”
- Zofia Janukowicz-Pobłocka (1928–2019) – śpiewaczka
- Zdzisław Kałędkiewicz (1913–2005) – artysta malarz
- Jan Kilarski (1882–1951) – pedagog, krajoznawca, zasłużony dla ratowania gdańskich zabytków w 1945 r.
- Maciej Kilarski (1922–2003) – syn Jana, konserwator zabytków, historyk sztuki, muzealnik
- Kazimierz Kopecki (1904–1984) – inżynier elektryk, rektor Politechniki Gdańskiej, poseł na Sejm PRL
- Zbigniew Kosycarz (1925–1995) – fotoreporter
- Maciej Kosycarz (1964–2020) – fotoreporter
- Bogusław Kreja (1931–2002) – profesor językoznawca
- Leszek Lackorzyński (1941–2019) – prokurator, senator
- Leon Lendzion (1918–2005) – inżynier, poseł na Sejm PRL
- Franciszek Mamuszka (1905–1995)[9] – krajoznawca, muzealnik, autor licznych książek i przewodników,
- Zygmunt Moczyński (1886–1960) – działacz polski w Wolnym Mieście Gdańsku,
- Roch Morcinek (1903–1968) – historyk, archiwista, oficer[10]
- Zygmunt Odrowąż-Zawadzki (1911–2008) – generał brygady Wojska Polskiego
- Marian Osiński (1883–1974) – profesor architekt
- Mirosława Pawlak (1946–2017) – skrzypaczka, profesor Akademii Muzycznej im. Stanisława Moniuszki w Gdańsku
- Antoni Pikarski (1837–1922) – powstaniec styczniowy[11]
- Danuta Rolke-Poczman (1935–2022) – architekt, działaczka społeczna, prezes Stowarzyszenia „Stara Oliwa”[12][13][14]
- Mieczysław Preis (1930–2001) – polski nauczyciel, instruktor ZHP, komendant Gdańskiej i Lubuskiej Chorągwi ZHP
- Brunon Rolke (1897–1971) – pułkownik piechoty, komendant Okręgu Wołyń Armii Krajowej
- Florian Skulski (1936–2019) – śpiewak (baryton), solista Opery Bałtyckiej
- Jerzy Stankiewicz (1923–1994) – historyk architektury, profesor Politechniki Gdańskiej
- Alojzy Szablewski (1925–2017) – działacz opozycji w okresie PRL, poseł na Sejm
- Malwina Szczepkowska (1909–1977) – pisarka, teatrolog
- Jerzy Szymański (1927–2015) – śpiewak operowy (bas) i pedagog[15]
- Kazimierz Ślączka (1885–1971) – oficer, inżynier[16]
- Jacek Taraszkiewicz (1959–2022) – historyk, specjalista historii oświaty i wychowania okresu staropolskiego[17][18]
- Kacper Tekieli (1984–2023) – wspinacz, instruktor PZA
- Wacław Tomaszewski (1884–1969) – profesor architekt
- Andrzej Trzaska (1935–2019) – artysta malarz, rysownik i ceramik, ojciec muzyka Mikołaja Trzaski[19]
- Elżbieta Wolicka-Wolszleger (1937–2013) – profesor filozof, historyk sztuki
- Brunon Zwarra (1919–2018) – działacz polonijny w międzywojennym Gdańsku, autor książek o historii Gdańska, więzień niemieckich obozów koncentracyjnych